# José Salmerón García
José Salmerón García (Madrid, 1876-San Andrés de Llavaneras, 1938) fue un político e ingeniero español, diputado en las Cortes de la Segunda República e hijo de Nicolás Salmerón.

## Biografía
Nació el 28 de agosto de 1876 en Madrid. Hijo de Nicolás Salmerón y Alonso, era ingeniero de caminos. Miembro del Partido Republicano Radical Socialista y de Izquierda Republicana, obtuvo escaño de diputado a Cortes por la circunscripción de Badajoz en las primeras Cortes republicanas, habiendo renunciado a las actas por Almería y Huesca que también consiguió. En 1931 fue nombrado también director general de Obras Públicas. Falleció el 1 de agosto de 1938 en San Andrés de Llavaneras y fue enterrado en el cementerio de Les Corts de Barcelona.